# Oliver Rasmussen
Oliver Rasmussen (Mougins, 21 de noviembre de 2000) es un piloto de automovilismo danés nacido en Francia. Actualmente compite en los campeonatos japoneses Super Fórmula y Super GT.

## Carrera

### Campeonato de Italia de Fórmula 4
Rasmussen comenzó su carrera en monoplazas con Jenzer Motorsport en la primera ronda del Campeonato de Italia de F4 2018. Rasmussen completó las primeras diez carreras con 4 retiradas y un mejor resultado de 11.º, una serie de 3 retiradas seguidas comenzando en la segunda carrera de Monza dejó a Rasmussen como el único de los 6 pilotos de Jenzer sin un punto. En la carrera 2 en la ronda de Misano, el mejor resultado de la temporada en el octavo lugar terminó con la sequía de puntos de Rasmussen, las cosas pintaban bien para él hasta que en la tercera carrera sufrió un fuerte accidente con la piloto de Prema Amna Al Qubaisi. Lo más cerca que estuvo Rasmussen de los puntos fue un puesto 13, terminó la temporada 24 y último de sus compañeros de equipo. Regresó para la temporada siguiente, pero esta vez para Prema Powerteam y con su primera carrera de la temporada superó toda su cuenta del año anterior. En la segunda carrera, Rasmussen recibió una penalización de diez segundos por adelantar bajo el coche de seguridad, lo que resultó en un puesto 14. A pesar de muchos buenos resultados, incluidos tres cuartos puestos y una pole position en Imola, Rasmussen tardó hasta la última ronda de la temporada en subir al podio, donde se colocó tercero en la primera y tercera carrera en Monza. Antes de su doble podio, Rasmussen fue décimo en el campeonato, pero terminó séptimo, 6 puntos por detrás de su competidor más cercano.

### ADAC Fórmula 4
Rasmussen corrió con Prema Powerteam en la ADAC Fórmula 4 en 2019. La primera ronda de la temporada tuvo un mal comienzo cuando se retiró después de sufrir daños al chocar contra su compañero de equipo en Prema, Paul Aron. Siguieron un puñado de buenos resultados y puntos antes de que anotara el mejor segundo y primer podio de la temporada en Zandvoort debido a la caída de Dennis Hauger y Gianluca Petecof en las últimas etapas de la carrera. Rasmussen continuó para terminar en el podio una vez más y terminar la temporada en el puesto 12 detrás del paraguayo Joshua Dürksen.

### Toyota Racing Series
mtec Motorsport y Rasmussen se unieron a la fuerza cuando ingresó a la Toyota Racing Series por primera vez en 2020. Terminó undécimo con dos podios, una vuelta rápida y 158 puntos. Su mejor resultado fue 2.º, carrera en la que compartió el podio con el piloto de FIA Fórmula 2 Yuki Tsunoda y el piloto de FIA Fórmula 3 Lirim Zendeli.

### Campeonato de Fórmula 3 de la FIA

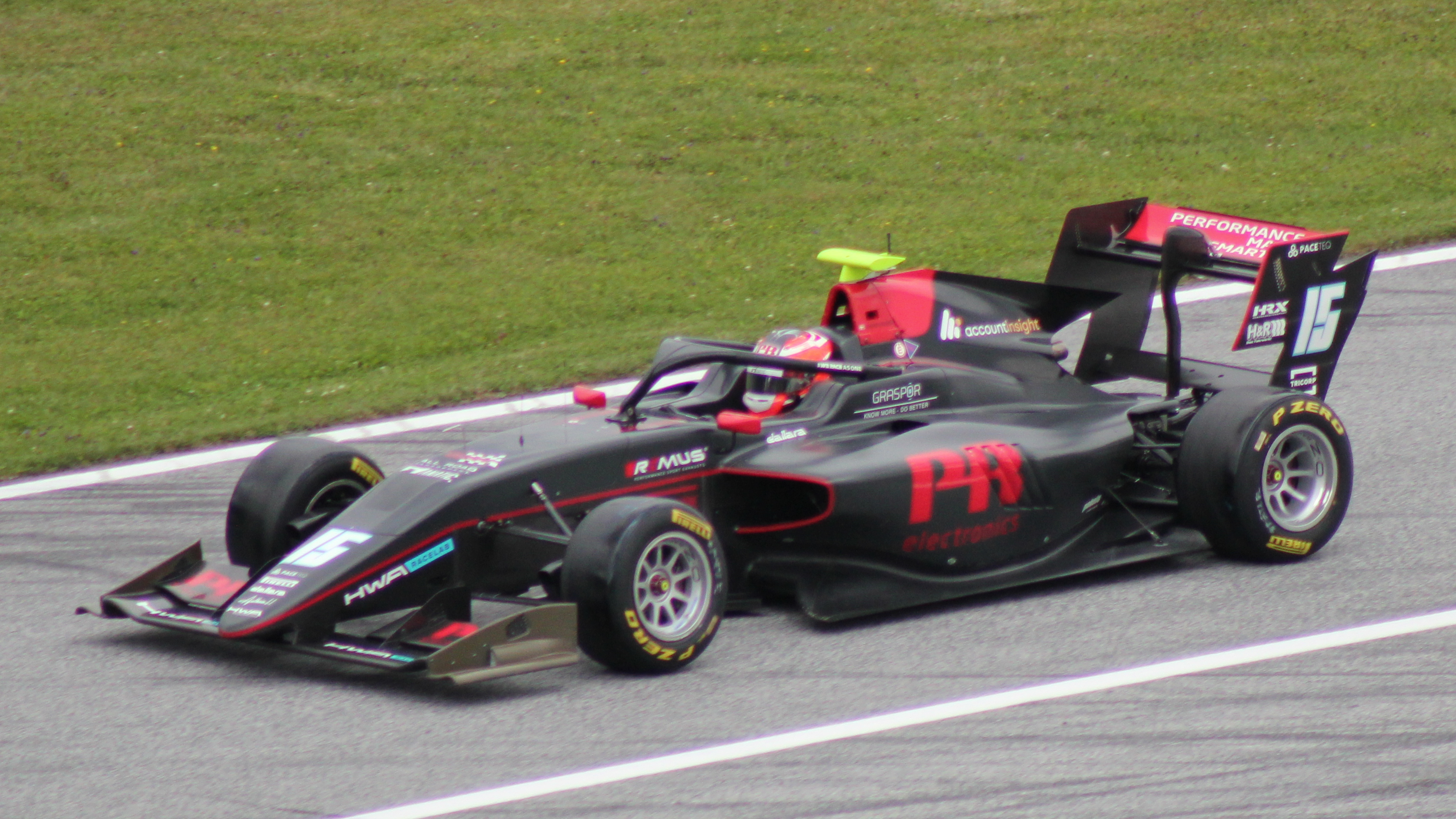
Oliver corriendo en Red Bull Ring.

El 5 de enero de 2021, se anunció que Rasmussen había sido contratado por el equipo HWA RACELAB para competir en la temporada del Campeonato de Fórmula 3 de la FIA de 2021.

## Resumen de carrera
| Temporada | Categoría                                              | Equipo                        | Carreras     | Victorias    | Poles        | VR           | Podios       | Puntos       | Pos.         |
| --------- | ------------------------------------------------------ | ----------------------------- | ------------ | ------------ | ------------ | ------------ | ------------ | ------------ | ------------ |
| 2018      | Campeonato de Italia de Fórmula 4                      | Jenzer Motorsport             | 20           | 0            | 0            | 0            | 0            | 4            | 24.º         |
| 2019      | Campeonato de Italia de Fórmula 4                      | Prema Powerteam               | 21           | 0            | 2            | 1            | 2            | 126          | 7.º          |
| 2019      | ADAC Fórmula 4                                         | Prema Powerteam               | 20           | 0            | 0            | 0            | 2            | 76           | 12.º         |
| 2020      | Campeonato de Fórmula Regional Europea                 | Prema Powerteam               | 23           | 6            | 5            | 3            | 13           | 343          | 3.º          |
| 2020      | Toyota Racing Series                                   | mtec Motorsport               | 15           | 0            | 0            | 1            | 2            | 158          | 11.º         |
| 2021      | Campeonato de Fórmula 3 de la FIA                      | HWA RACELAB                   | 20           | 0            | 0            | 0            | 0            | 0            | 25.º         |
| 2022      | Campeonato Mundial de Resistencia de la FIA - LMP2     | Jota                          | 6            | 0            | 0            | 0            | 2            | 70           | 8.º          |
| 2022      | 24 Horas de Le Mans - LMP2                             | Jota                          |              |              |              |              |              |              | 3.º          |
| 2022      | IMSA SportsCar Championship - LMP2                     | G-Drive Racing by APR         | 1            | 0            | 0            | 0            | 0            | 0            | NC†          |
| 2022      | Campeonato de Fórmula 3 de la FIA                      | Trident                       | 4            | 0            | 0            | 0            | 0            | 4            | 22.º         |
| 2023      | Campeonato Mundial de Resistencia de la FIA - LMP2     | Jota                          | 7            | 1            | 1            | 0            | 2            | 84           | 6.º          |
| 2023      | 24 Horas de Le Mans - LMP2                             | Jota                          |              |              |              |              |              |              | 13.º         |
| 2023-24   | Asian Le Mans Series - LMP2                            | Duqueine Team                 | 3            | 0            | 0            | 0            | 0            | 6            | 15.º         |
| 2024      | Campeonato Mundial de Resistencia de la FIA - Hypercar | Hertz Team Jota               | 8            | 0            | 0            | 0            | 0            | 28           | 19.º         |
| 2024      | 24 Horas de Le Mans - Hypercar                         | Hertz Team Jota               |              |              |              |              |              |              | 9.º          |
| 2025      | Campeonato de Super Fórmula Japonesa                   | Itochu Enex Wecars Team Impul | Disputándose | Disputándose | Disputándose | Disputándose | Disputándose | Disputándose | Disputándose |
| 2025      | Super GT Japonés - GT300                               | apr                           | Disputándose | Disputándose | Disputándose | Disputándose | Disputándose | Disputándose | Disputándose |
| Fuente:   |                                                        |                               |              |              |              |              |              |              |              |

- † Rasmussen era piloto invitado, por lo que no sumó puntos.

## Resultados

### Campeonato de Fórmula 3 de la FIA
(Clave) (negrita indica pole position) (cursiva indica vuelta rápida puntuable)

| Año  | Escudería   | 1   | 1   | 1   | 2   | 2   | 2   | 3   | 3   | 3   | 4   | 4   | 4   | 5   | 5   | 5   | 6   | 6   | 6   | 7   | 7   | 7   | Pos. | Puntos | Ref.  |
| ---- | ----------- | --- | --- | --- | --- | --- | --- | --- | --- | --- | --- | --- | --- | --- | --- | --- | --- | --- | --- | --- | --- | --- | ---- | ------ | ----- |
| 2021 | HWA RACELAB | BAR | BAR | BAR | LEC | LEC | LEC | SPI | SPI | SPI | BUD | BUD | BUD | SPA | SPA | SPA | ZAN | ZAN | ZAN | SOC | SOC | SOC | 25.º | 0      | [ 3 ] |
| 2021 | HWA RACELAB | Ret | 19  | 17  | 17  | 21  | 22  | 26  | 16  | 22  | 18  | 28  | 21  | 20  | 21  | 17  | 18  | 12  | 26  | Ret | C   | 25† | 25.º | 0      | [ 3 ] |

| Año  | Escudería | 1   | 1   | 2   | 2   | 3   | 3   | 4   | 4   | 5   | 5   | 6   | 6   | 7   | 7   | 8   | 8   | 9   | 9   | Pos. | Puntos | Ref.  |
| ---- | --------- | --- | --- | --- | --- | --- | --- | --- | --- | --- | --- | --- | --- | --- | --- | --- | --- | --- | --- | ---- | ------ | ----- |
| 2022 | Trident   | SAK | SAK | IMO | IMO | BAR | BAR | SIL | SIL | SPI | SPI | BUD | BUD | SPA | SPA | ZAN | ZAN | MNZ | MNZ | 22.º | 4      | [ 4 ] |
| 2022 | Trident   |     |     | 7   | Ret | 16  | 14  |     |     |     |     |     |     |     |     |     |     |     |     | 22.º | 4      | [ 4 ] |

### 24 Horas de Le Mans
| Año     | Equipo          | Copilotos                                  | Automóvil       | Clase    | Vueltas | Pos. | Pos. Clase |
| ------- | --------------- | ------------------------------------------ | --------------- | -------- | ------- | ---- | ---------- |
| 2022    | Jota            | Jonathan Aberdein Ed Jones                 | Oreca 07-Gibson | LMP2     | 368     | 7.º  | 3.º        |
| 2023    | Jota            | Pietro Fittipaldi David Heinemeier Hansson | Oreca 07-Gibson | LMP2     | 316     | 24.º | 13.º       |
| 2024    | Hertz Team Jota | Jenson Button Phil Hanson                  | Porsche 963     | Hypercar | 311     | 9.º  | 9.º        |
| Fuente: |                 |                                            |                 |          |         |      |            |

### Campeonato de Super Fórmula Japonesa
(Clave) (negrita indica pole position) (cursiva indica vuelta rápida)

| Año   | Escudería                     | 1      | 2      | 3   | 4   | 5      | 6      | 7      | 8      | 9   | 10  | 11  | 12  | Pos. | Puntos |
| ----- | ----------------------------- | ------ | ------ | --- | --- | ------ | ------ | ------ | ------ | --- | --- | --- | --- | ---- | ------ |
| 2025* | Itochu Enex Wecars Team Impul | SUZ WD | SUZ WD | MOT | MOT | AUT 14 | FUJ 16 | FUJ 13 | SUG 17 | FUJ | FUJ | SUZ | SUZ | 20.º | 0      |

- * Temporada en progreso.